# Теју (Алба)
Теју (рум. Teiu) насеље је у Румунији у округу Алба у општини Хореа. Општина се налази на надморској висини од 1202 m.

## Становништво
Према подацима из 2002. године у насељу је живело 82 становника, од којих су сви румунске националности.